# Bog
Bog je natprirodno biće koje vjernici smatraju božanskim ili svetim. Princip vjerovanja u jednog boga je monoteizam, u sklopu kojeg vjernici tim nazivom opisuju savršeno, nadljudsko biće, za koje se vjeruje da je stvoritelj svijeta i upravljač čovjekove sudbine. Vjerovanje u više bogova nazivamo politeizam, oblik vjerovanja u nadprirodna bića koji je preteča monoteizmu. Institucionalizirano vjerovanje u boga zove se religija, a obredi u njegovu čast bogoslužje. Također, postoje ljudi koji vjeruju u boga ili bogove (ili stanovitu silu koja je veća od čovjeka), ali ne pripadaju niti jednoj religiji i obično takva vjerovanja označavamo skupnim nazivom duhovnost. Odbacivanje tvrdnje o postojanju bogova zove se ateizam, a neodređenost prema njihovom postojanju nazivamo agnosticizam. Neke religije predstavljaju boga u likovima mješanaca životinja i ljudi, divovskih ljudi i sl, a neke druge smatraju da je uvredljivo boga predstavljati u fizičkoj formi. Postoje religije koje propovijedaju kako je bog apsolutno dobro biće, dok druge tvrde da je on iznad ljudskog shvaćanja moralnosti.
U ontološko teističkim sistemima pojam Bog (lat. deus, od divus = blještavi, indoeuropski deiw = svjetlost, svijetliti) se vezuje za transcendentno odnosno imaginarno biće, čiji se odnosi s čovjekom definiraju različito, u zavisnosti od tipa vjere. U monoteističkim religijama i filozofskim pravcima, Bog predstavlja sveto, uzvišeno, vječno i beskrajno biće koje je stvorilo svemir i čovjeka. Monoteističkom shvaćanju Boga predhodi animizam u prvobitnim zajednicama, animizam u okolnom svijetu percipira nadnaravno kao energetsku ili magijsku silu, potom i politeizam, kad je mnoštvo antičkih bogova, božica, polubogova i demona djelomice poprimilo i ljudske osobine. Panteizam je filozofski pogled na ideju i koncepciju Boga. Panteizam se vezuje i za drevni hinduizam, koji se zbog velikog raspona i različitosti svog učenja može smatrati i monoteističkom i politeističkom religijom. Jedina velika svjetska religija koja unutar svog učenja nema koncepciju Boga je budizam.

## Bogovi
U politeističkim religijama postoje mnogi bogovi među kojima se neki štuju više, neki manje, a točan broj, ime ili status božanstva može ovisiti o pojedinome članu religije. Danas je najveća religija koja priznaje mogućnost postojanja više bogova hinduizam (koji se uglavnom smatra henoteističkim), a politeističke su mnoge manje religije i vjerovanja raznih naroda. Politeistička religija današnjice jest i šintoizam.
Poznate su politeitističke religije rimska, grčka, nordijska, slavenska i tako dalje, koje su danas većinom izumrle, bar u široj populaciji. Ljudi su bogovima prinosili darove, često i ljude, dok su pravili hramove i veličanstvene kipove, od kojih je najvelebniji Zeusov kip u Olimpiji.

#### Grci i Rimljani
Bogovi se u antičkih Grka i Rimljana prikazivani kao bića sa svim ljudskim osobinama. Glavni je grčki bog Zeus, a rimski Jupiter. Bilo je mnogo bogova, zaštitnika svega i svačega.

#### Egipćani
Egipćani su vjerovali u bogove ljudskog tijela i životinjske glave. Njihov je glavni bog bio Ra, a ljudi su nastali od njegovih suza. Prema drugom mitu, ljude je stvorio bog lončar Hnum. U Egiptu je bio politeizam, sve dok faraon Amenofis IV. nije uveo kult jedinog boga Atona, Sunčevog diska. Nakon njegove smrti vraćeni su stari bogovi.

## Bog u kršćanstvu
Kršćani vjeruju u jednog Boga i tri božanske osobe: Boga Oca, Sina (Isusa Krista) i Duha Svetoga.
Za kršćane, Bog je velik i neizreciv Misterij. Može se donekle naslutiti i izraziti iz Božje objave u Isusu Kristu. Za kršćane, Bog je jedan i vječan, istinit i vjeran, svemoguć i dobar, Stvoritelj svega što postoji, neizrecivo blizak svim stvorenjima, ali i jako različit od njih, neizmjerno dobro i savršeno biće. Po kršćanima, sav svemir, sva priroda, sva stvorenja održavaju Božju mudrost, dobrotu, ljepotu i veličinu. Isus Krist je otkrio tko je Bog i koji su Božji planovi za čovjeka: čovjek je pozvan na vječni život u neizrecivoj zajednici ljubavi s Bogom. Sv. Ivan je u svojoj Prvoj poslanici rekao o Bogu: "Bog je ljubav i tko ostaje u ljubavi, u Bogu ostaje i Bog u njemu (1 Iv 4,16)". Bog Otac je Stvoritelj neba i zemlje, Bog Sin je Otkupitelj ljudskog roda, a Duh Sveti je Posvetitelj i Branitelj.
U Otkrivenju, Bog se naziva: "Ja sam Alfa i Omega (Otk 1,8)". Alfa je prvo, a omega posljednje slovo grčkog pisma, što znači da je Bog sve stvorio i da je posljednji smisao, posljednji, krajnji cilj. Čovjek je vrhunac Božjeg stvaranja, stvoren je na "sliku Božju".
Bog Otac stvoritelj je neba i zemlje, koji se objavljivao mnogim ljudima, poput Abrahama, Mojsija i slično. Njemu se upućuje većina molitava. Njegov sin Isus Krist uzeo je čovječji lik i rodio se od Djevice Marije koja je začela po Duhu Svetom, kako bi svijet izbavio od grijeha. Dugo je propovijedao Božju riječ. U 33. godini dobrovoljno se predao na muku na križu, te treći dan uskrsnuo od mrtvih, te tako pobijedio smrt. Trenutno sjedi zdesna Ocu. Obećao je svim dobrim dušama da će doći u raj, kraljevstvo nebesko, te da će bez straha na sudnji dan stati pred njegovo lice. Duh Sveti izlazi iz Boga Oca, ljudima podaje sedam darova (darovi su samo u tradicijskim Crkvama, ne i u protestanskim i reformatorskim), te radi kao Božji glasnogovornik, te je onaj koji sve stvara po Očevoj volji.

## Bog u islamu
Osnovni koncept islama je jedinstvenost Boga (tauhid). On je samo jedan vječan gospodar. Ne postoje nikakve božanske osobe ni oličenja, što bi značilo da je on jedan i jedini, a vjera u njega kristalno čisti monoteizam. Arapski naziv za Boga je Alah, a sastavljen je od riječi al-ilah, što znači jedini Bog. Inače, Alah ima 99 imena. Njegov je glavni poslanik Muhammed. Islam ne dozvoljava kipove i umjetničke slike što predstavljaju Boga, jer to po njima vodi zabranjenom štovanju idola, ali i Židovima je zabranjeno klanjanje idolima. Sljedbenici islama, poznati kao muslimani vjeruju da je Bog (ili, Arapski : Allāh) poslao svoju direktnu objavu čovječanstvu Muhammedu, sallallahu alejhi ve sellem, preko meleka Džibrila (anđela Gabrijela) kao što je poslao objave ostalim poslanicima, Ademu, Nuhu, Ibrahimu, Musi i Isi (Božji mir i blagoslov na njih). Muslimani vjeruju da je Kuran posljednja od Alahovih knjiga objavljenih čovječanstvu, da je potpuno točna (bez grešaka) i da je nepromjenjiva, što obećava i Alah a u djelo sprovode ljudi koji Kuran znaju napamet, ti ljudi zovu se hafizi. Temelj islamskog vjerovanja nalazi se u Šehadetu (svjedočenju) da nema drugog Boga osim Alaha i da je Muhammed Božji rob i Božji poslanik. Pripadnost islamu iskazuje se sljedećim riječima (transkript Arapskog pisma), da bi netko postao musliman mora jezikom izgovoriti i srcem vjerovati sljedeće riječi: Ešheddu en la illahe ilallah we ešheddu enne Muhammeden abd'uhu we resuluhu. (u prijevodu: Srcem vjerujem i jezikom očitujem da nema Boga drugoga osim Alaha, isto tako vjerujem i jezikom očitujem da je Muhamed rob Božji i poslanik posljednji.)

## Bog u budizmu
Buda je odbijao odgovarati na pitanja o bogu, jer je tvrdio da se ne prave mrtve koncepcije, nego da se razvija duhovna snaga, koja dođe do odgovora na sva pitanja. U njegovo su vrijeme ljudi boga tražili daleko izvan sebe i nije im nikako uspijevalo da s njim razviju živ odnos. Zato im je Buda savjetovao da promijene smjer potrage, da krenu u svoju nutrinu i ne misle više o dalekom bogu. Iz istog je razloga danas budizam popularan na Zapadu. Neki Zapadnjaci čak smatraju da je budizam ateistički.

## Bog u hinduizmu
U hinduizmu nema štovanja koje vrijedi za sve. Većina njih obožava Šivu ili Višnu, ali neki i štuju božice, kao Boga. U Hinduizmu možemo uočiti dvije razine religije, jednu primitivniju, za široke mase, i drugu razvijeniju, samo za duhovno naprednije. Prva je razina izrazito mnogobožačka. Manifestira se u raznim narodnim svetkovinama hiduističkih bogova i božica. Druga je razina jednobožačka i monistička (advaita). To je učenje najbolje predstavljeno u Vivekanandinoj knjizi Vedanta, a prakticira se u nekim ašramima. Ašrami su kombinacija samostana i učilišta, tj. neki u njima žive, a neki samo dolazi na poduku i usavršavanje.

## Bog u zoroastrizmu
Bog u zoroastrizmu daleko je kompleksniji pojam nego u velikim religijama. Opisuje se kao borba između Dobra i Zla, tako da čas pobjeđuje jedno, čas drugo. Tako je zoroastrizam dualistička religija.

## Bog u filozofiji
Bog je u filozofiji predmet raspravljanja dugi niz stoljeća. Postoji puno teorija, niti jedna nije potpuno prihvaćena.